# Nicolás Rodríguez Carrasco
Nicolás Rodríguez Carrasco (Chihuahua, 1890 – Reynosa, 11 agosto 1940) è stato un generale e politico messicano.
Durante la rivoluzione messicana Rodríguez combatté al fianco di Pancho Villa nella División del Norte e fu un ardente villista. Egli riuscì a diventare generale di brigata, ma disertò nel 1918. Dopo la rivoluzione si unì a gruppi dell'estrema destra razzista antisemita e anticinese. Nel 1929 sostenne la campagna presidenziale di José Vasconcelos. Vasconcelos perse le elezioni e sostenne che erano state falsate, e per questo dovette abbandonare il Paese, ma Rodríguez decise di rimanere e amicarsi il nemico numero uno di Vasconcelos: Plutarco Elías Calles, ex presidente e in quel momento uomo forte del Messico.
Sotto la protezione di Calles, Rodríguez fondò le camicie verdi, che furono però sciolte dal presidente Abelardo Luján Rodríguez nel 1932. Un anno più tardi fondò un'altra organizzazione fascista, l'Azione Rivoluzionaria Messicana (le cosiddette "camicie dorate"), che ebbe più successo della precedente. Le camicie dorate si opposero al nuovo presidente Lázaro Cárdenas del Río e alle sue riforme, e chiesero l'immediata espulsione di tutti gli ebrei e cinesi. Dopo l'esilio di Calles nel 1936, Rodríguez, perduto il suo protettore, nel mese di agosto dello stesso anno fu arrestato e deportato. Tuttavia si spostò nel Texas assieme a molti dei suoi, dove chiese la collaborazione dei fascisti statunitensi della Legione d'argento d'America di William Dudley Pelley.
Nel 1938 tentò senza successo di attaccare il Messico al posto di frontiera di Matamoros. Dopo questo tentativo fallito fu costantemente monitorato dal Messico e dai servizi segreti statunitensi, e quindi non fu in grado di organizzare nuove azioni. Morì nel 1940.